# نشتی گاز
نشتی گاز یا نشت گاز (به انگلیسی:gas leak) به نشت ناخواسته گاز طبیعی یا فرآورده گازی دیگر از یک خط لوله یا محفظه دیگر به منطقه ای که گاز نباید وجود داشته باشد گفته می‌شود. نشت گاز می‌تواند برای سلامتی و همچنین محیط زیست خطرناک باشد. حتی یک نشت کوچک به یک ساختمان یا سایر فضاهای محدود ممکن است به تدریج انفجاری مرگبار یا محلی با گازی کشنده و سمی ایجاد کند. نشت گاز طبیعی و گاز مبرد به اتمسفر به دلیل داشتن پتانسیل گرمایش جهانی و پتانسیل تخریب لایه ازن مضر است.
نشت گازهای مرتبط با عملیات و تجهیزات صنعتی نیز عموماً به عنوان انتشارات فراری (به انگلیسی:fugitive emissions) شناخته می‌شود. نشت گاز طبیعی از استخراج و استفاده از سوخت‌های فسیلی به عنوان انتشار گازهای فراری (به انگلیسی:fugitive gas emissions) شناخته می‌شود. چنین نشت‌های ناخواسته ای نباید با انواع مشابه انتشار گاز عمدی اشتباه گرفته شود، مانند:
- انتشار گازهای خروجی که رهاسازی‌های کنترل شده هستند و اغلب به عنوان بخشی از عملیات معمول انجام می‌شوند، یا
- «انتشارهای فشار اضطراری» که برای جلوگیری از آسیب تجهیزات و محافظت از عمر در نظر گرفته شده‌است.

نشت گاز همچنین نباید با «gas seepage» از زمین یا اقیانوس‌ها - چه طبیعی و چه به دلیل فعالیت‌های انسانی - اشتباه گرفته شود.

## ایمنی در برابر آتش و انفجار
گاز طبیعی خالص بی‌رنگ و بی‌بو است و عمدتاً از متان تشکیل شده‌است. معمولاً رایحه‌های نامطبوع به شکل آثار تیول به گازها اضافه می‌شود تا به شناسایی نشت کمک کنند. این بو ممکن است به صورت تخم‌مرغ فاسد یا بوی ناخوشایندی در نظر گرفته شود. افرادی که این بو را تشخیص می‌دهند باید منطقه را تخلیه کنند و از استفاده از شعله‌های باز یا استفاده از تجهیزات الکتریکی خودداری کنند تا خطر آتش‌سوزی و انفجار کاهش یابد.
عمدتا برای ایمنی محیط در برابر نشت گازهای ناخواسته از دتکتور گاز استفاده می‌شود. تهیه و نصب دتکتور گاز متان برای محیط های دارای پتانسیل انفجاری الزامی است.
در ایالات متحده و در نتیجه قانون بهبود ایمنی خط لوله که در سال ۲۰۰۲ میلادی تصویب شد؛ استانداردهای ایمنی فدرال، شرکت‌های ارائه دهنده گاز طبیعی را ملزم می‌کند تا بازرسی‌های ایمنی را برای نشت گاز در خانه‌ها و سایر ساختمان‌های دریافت کننده گاز طبیعی انجام دهند. شرکت گاز موظف است کنتورهای گاز و داخل لوله‌کشی گاز را از محل ورود به ساختمان تا سمت خروجی کنتور گاز از نظر نشت گاز بررسی کند. این ممکن است مستلزم ورود شرکت‌های گاز طبیعی به خانه‌های شخصی برای بررسی شرایط خطرناک باشد.

## آسیب به پوشش گیاهی
نشت گاز می‌تواند به گیاهان آسیب برساند یا آنان را از بین ببرد. علاوه بر نشتی از لوله‌های گاز طبیعی، متان و سایر گازهای مهاجرت شده از محل‌های دفن زباله نیز می‌توانند باعث کلروز و نکروز در چمن‌ها، علف‌های هرز یا درختان شوند. در برخی موارد، نشت گاز ممکن است تا ۱۰۰ فوت (۳۰ متر) از منبع نشت به درخت آسیب دیده.

## آسیب به حیوانات
متان یک گاز خفه کننده است که می‌تواند غلظت طبیعی اکسیژن در هوای تنفسی را کاهش دهد. حیوانات کوچک و پرندگان نیز نسبت به گازهای سمی مانند مونوکسید کربن که بعضی اوقات همراه با گاز طبیعی وجود دارد، حساس تر هستند. عبارت «قناری در معدن زغال‌سنگ» از رویه تاریخی استفاده از قناری به عنوان حیوانی نگهبان برای تشخیص غلظت‌های خطرناک گاز زغال‌سنگ ناشی می‌شود.

## انتشار گازهای گلخانه ای
متان، ماده پایه‌ای گاز طبیعی، تا ۱۲۰ برابر از دی‌اکسید کربن قوی‌تر است؛ بنابراین، انتشار گاز طبیعی نسوخته اثرات بسیار قوی‌تری نسبت به دی‌اکسید کربن سوخته شده از گاز دارد.

## تاریخچه
نشت‌های فاجعه بار گاز، مانند فاجعه بوپال، به خوبی به عنوان مشکل شناخته شده‌است، اما تأثیرات ظریف تر نشت‌های مزمن سطح پایین کمتر بوده‌است.

## زمینه‌های دیگر
در کار با گازهای خطرناک (مانند محیط‌های آزمایشگاهی یا صنعتی)، نشت گاز ممکن است به واکنش اضطراری مواد خطرناک نیاز داشته باشد، به خصوص اگر مواد نشت شده قابل اشتعال، انفجار، خورنده یا سمی باشد.